# Neri Javier Colmenares
Neri Javier Colmenares (Bacolod, 4 dicembre 1959) è un politico, avvocato e attivista filippino.
Sostenitore del Partito Comunista di Jose Maria Sison, fu uno dei più giovani attivisti ed oppositori durante gli ultimi anni della presidenza di Ferdinand Marcos.
Dal 2009 al 2016 è stato membro della Camera dei rappresentanti, per la lista elettorale di Bayan Muna.